# گراندفوس
گراندفوس بزرگترین تولیدکننده پمپ در جهان است که در دانمارک واقع شده‌است و بیش از ۱۹٬۰۰۰ کارمند در سراسر جهان دارد. این شرکت سالانه بیش از ۱۶ میلیون دستگاه پمپ، پمپ‌های UP، پمپ‌های شناور (SP) و پمپ‌های گریز از مرکز (CR) تولید می‌کند. همچنین موتورهای الکتریکی برای پمپ‌ها و همچنین موتورهای الکتریکی را برای بازاریابیِ جداگانه تولید می‌کند. گراندفوس در حال توسعه و فروش لوازم الکترونیکی برای کنترل پمپ‌ها و سامانه‌های دیگر است.